# Красноїльська сільська рада
| Красноїльська сільська рада — орган місцевого самоврядування у Верховинському районі Івано-Франківської області з адміністративним центром у с. Красноїлля. Історична дата утворення: в 1940 році. 12 серпня 1952 р. Жаб'євський райвиконком ліквідував Перехреснівську сільраду з приєднанням її до Красноїльської сільради. Водоймища на території, підпорядкованій даній раді: річка Дідушкова. Сільській раді підпорядковані населені пункти: - с. Красноїлля - с. Вигода |

## Склад ради
Рада складається з 15 депутатів та голови.

### Керівний склад ради
| ПІБ                   | Основні відомості                                            | Дата обрання | Дата звільнення |
| --------------------- | ------------------------------------------------------------ | ------------ | --------------- |
| Ілюк Василина Юріївна | Сільський голова, 1958 року народження, освіта, позапартійна | 26.03.2006   | 31.10.2010      |

Примітка: таблиця складена за даними джерела

## Населення
Згідно з переписом УРСР 1989 року чисельність наявного населення сільської ради становила 1285 осіб, з яких 586 чоловіків та 699 жінок.
За переписом населення України 2001 року в сільській раді мешкало 1445 осіб.

### Мова
Розподіл населення за рідною мовою за даними перепису 2001 року:
| Мова       | Відсоток |
| ---------- | -------- |
| українська | 99,86 %  |
| російська  | 0,14 %   |